# يوزيف يوركانين
يوزيف يوركانين (بالتشيكية: Josef Jurkanin)‏ (مواليد 5 مارس 1949) هو لاعب كرة قدم. يلعب مع منتخب تشيكوسلوفاكيا لكرة القدم. سبق له أن لعب في كأس العالم لكرة القدم مع منتخب بلاده.

## روابط خارجية
- يوزيف يوركانين على موقع الاتحاد الدولي (مؤرشف)  (الإنجليزية)
- يوزيف يوركانين على موقع الاتحاد الأوربي (الإنجليزية)
- يوزيف يوركانين على موقع الاتحاد التشيكي (الإنجليزية)
- يوزيف يوركانين على موقع قاعدة بيانات كرة القدم.إي يو (الإنجليزية)
- يوزيف يوركانين على موقع ناشيونال فوتبول تيمز (الإنجليزية)
- يوزيف يوركانين على موقع عالم كرة القدم.نت (الإنجليزية)